# Vanellus crassirostris
Vanellus crassirostris е вид птица от семейство Charadriidae.

## Разпространение
Видът е разпространен в Ангола, Ботсвана, Бурунди, Етиопия, Замбия, Зимбабве, Камерун, Демократична република Конго, Кения, Малави, Мозамбик, Намибия, Нигерия, Руанда, Судан, Танзания, Уганда, Чад, Южна Африка и Южен Судан.